# Serpent monétaire européen
Pour les articles homonymes, voir SME.
Le Serpent monétaire européen est un dispositif économique actif de 1972 à 1979 qui limite les fluctuations de taux de change entre les pays membres de la Communauté économique européenne. Pour chaque monnaie, un seuil d'intervention à la vente et un seuil d'intervention à l'achat, en fonction du taux de change par rapport à chacune des autres monnaies, étaient définis. Ainsi, une monnaie ne pouvait pas fluctuer par rapport à une autre de plus ou moins 2,25 % autour de sa parité bilatérale,.
Ce dispositif est distinct du Système monétaire européen, dont il est le prédécesseur. Il a été mis en difficulté rapidement par le premier choc pétrolier déclenché en 1973 par la guerre du Kippour et qui génère la crise de la livre sterling de 1976.

## Genèse
La genèse du Serpent monétaire européen débute de fait en 1944 avec les accords de Bretton Woods où plusieurs dizaines d'États, la guerre finie, décident que la nouvelle économie mondiale se fera grâce à l'aide des États-Unis et les échanges seront donc basés sur le dollar américain. Cette spécificité de la monnaie américaine va dès lors lui conférer une valeur supranationale et donner un privilège exceptionnel aux États-Unis en leur permettant de payer toutes leurs importations dans la monnaie nationale, alors que les autres pays doivent s'efforcer de gagner suffisamment de devises pour régler leurs importations. Pour obtenir les précieux dollars, les pays n'ont d'autre choix que d'exporter, en particulier les pays de l'Europe de l'Ouest et le Japon, alors que les États-Unis, qui ont la possibilité de financer leurs achats en émettant des dollars, tendent à augmenter leurs importations plus que ne leur permet leur situation réelle, rendant le système de plus en plus fragile.
Alors qu'ils s'étaient engagés à assurer la convertibilité du dollar en or à 35 dollars l'once, les États-Unis renoncent unilatéralement en 1971 à cette convertibilité. Dès lors, le cours du dollar va évoluer librement par rapport aux autres devises donnant cours à un nouveau système de parités flottantes dont est issu le Système monétaire européen. Durant les années 1970, les détenteurs de dollars les vendent pour acheter de l'or et d'autres devises, faisant monter le cours de l'or et chuter celui du dollar,.
Les devises les plus recherchées sont celles des pays qui ont su orienter leur appareil productif vers l'exportation, en particulier l'Allemagne de l'Ouest et le Japon, ce qui confère à ces pays une santé économique florissante grâce à une balance commerciale excédentaire. Logiquement, la hausse de leurs devises leur font perdre de la compétitivité économique et leurs exportations sont rendues plus difficiles, menaçant des pans entiers de leurs économies, dont dépendent 20 à 30 % de leurs salariés. Cette pression les oblige à réaliser encore plus d'efforts de productivité et à faire monter en gamme leurs produits vers encore plus de qualité, pour séduire les acheteurs les plus fortunés et les plus exigeants.
Mais cette politique a des limites. Par exemple, pour l'Allemagne de l'Ouest, les principaux pays clients risquent de devenir inaccessibles car leurs monnaies montent moins vite par rapport au dollar, et donc baissent relativement par rapport au Deutsche Mark.

## Histoire

### L'accord de Bâle du 10 avril 1972
En 1972, le Serpent monétaire européen est créé par l'accord de Bâle du 10 avril. Il est la reconnaissance qu'il existe depuis quinze ans en Europe de l'Ouest une véritable communauté d'intérêts économiques et que ces pays sont, les uns pour les autres, autant d'importants clients que d'importants fournisseurs.
Ces pays se rendent compte qu'ils ne veulent plus prendre le risque de laisser leurs échanges commerciaux à la merci d'un mouvement spéculatif qui prendrait l'un d'entre eux pour cible. Par le pacte signé, les pays s'engagent à flotter de concert en maintenant entre leurs devises des rapports quasi stables (+ ou - 2,25 % d'oscillation maximum). Le message aux spéculateurs est désormais clair : ceux qui voudraient faire monter le Deutsche Mark devront aussi faire monter les autres monnaies qui lui sont rattachées dans le cadre du Serpent monétaire européen.

### Le sommet de Rambouillet
Alors que le dollar, qui flotte depuis 1971, a été dévalué de 10 % en février 1973, et que les rencontres informelles dans le cadre du FMI ou du Library Group n'ont pas été suffisants pour stabiliser le cours des devises, le 17 novembre 1975, à l'initiative du président français Valéry Giscard d'Estaing, qui l'avait proposée au président américain Gerald Ford en juillet 1975, se tient au château de Rambouillet une rencontre entre les chefs d'État des cinq principaux pays occidentaux,,, rejoints à sa demande par l'Italie,, afin de trouver une réponse coordonnée aux désordres monétaires, ancêtre des futurs G6 puis G7, quand ils seront rejoints par le Canada. Valéry Giscard d'Estaing estime que « la crise actuelle n'est pas celle du capitalisme, mais celle de la monnaie », mais Paris sait « qu’il ne faut pas attendre de décisions monétaires importantes de la part des Etats-Unis avant les élections américaines de 1976 » et le résultat du sommet est négocié au cours des mois précédents.
Ce sommet de Rambouillet sera suivi une décennie plus tard par les accords monétaires du Plaza (1985), pour faire au contraire baisser le dollar, et les accords monétaires du Louvre (1987) pour le faire remonter, qui rempliront mieux leurs objectifs.
Le 17 novembre 1975, l'objectif est stopper la baisse du dollar. Les Américains bénéficient d'une croissance de 13 % en rythme annuel depuis l'automne mais leur monnaie paie l'accroissement spectaculaire du déficit des paiements courants des États-Unis, qui entraîne des reports massifs sur une monnaie refuge, le mark allemand, pénalisant les autres monnaies européennes. Cette baisse du dollar va en réalité s'amplifier à la fin de juin 1976 avec les sondages donnant une nette victoire de Jimmy Carter à l'élection présidentielle américaine de 1976, car il est réputé favorable à des taux d'intérêts américains bas.
Le résultat du sommet de Rambouillet de 1975, selon des économistes, « peut s'analyser comme l'acceptation formelle par la France des changes flottants ». Les Américains acceptent de limiter l'ampleur des variations de change par une action des banques centrales mais refusent le retour à une parité fixe: un document franco-américain déclare qu'un régime de parités fixes ne pourra être rétabli que par un vote au FMI à la majorité de 85 %, ce qui fait que Paris reconnaît, de fait, le régime actuel de changes flottants, en échange de faire « accepter pour l'avenir, mais à terme indéterminé », le principe d'un retour aux parités fixes, qui n'aura pas lieu. Un mécanisme d'appel et d'orientation générale est organisé entre directeurs du Trésor et ministres des Finances, mais sans disposition sur une parité centrale, « ni sur l'ampleur des marges de fluctuations tolérables ».
Le Monde observe deux ans après, en décembre 1977, que « jamais encore le régime des changes flottants n'avait été marqué par des interventions aussi massives des banques centrales » : du 1er août au 31 octobre elles ont acheté pour près de 30 milliards de dollars, tandis que les États-Unis, « fidèles à leur politique d'abstention », ne sont intervenus qu'à hauteur de 1,3 % du total, le président Carter faisant même pression sur les Japonais pour obtenir une revalorisation plus rapide du yen. Malgré cela, le dollar, du 2 janvier au 15 décembre 1977, a baissé d'environ 19 % à Tokyo, 8,2 % à Francfort et 15 % à Zurich, selon Le Monde, qui observe que « les autorités anglaises ont cessé de soutenir le dollar le 31 octobre, laissant la livre flotter plus librement », déclenchant de manière inattendue une légère hausse.

### La chute du dollar, de 1972 à 1978
Cependant, la chute du dollar américain continue de 1972 à 1978, et les devises craquent les unes après les autres:
- Entrée dans le Serpent en mai 1972, la livre sterling le quitte dès juin 1972, puis elle sera obligée à une dévaluation de 30 % en 1976, appelée crise de la livre sterling de 1976 ;
- La lire italienne quitte le dispositif en janvier 1973[16] ;
- Le franc français sort deux fois du Serpent, en 1974 et en mars 1976, car même s'il s'apprécia par rapport au dollar de 5,50 à moins de 4 francs pour un dollar, la dérive était encore plus importante par rapport à la devise allemande. La sortie de mars 1976 entraine le départ du gouvernement de Jacques Chirac, suivi du Plan Barre.

### Les problèmes de 1978
Les problèmes économiques au cours de la période 1977-1978 sont jugés très importants : inflation généralisée, crise de l'acier, effondrement du dollar, qui de mars 1977 à mars 1978 perd 12,34 % par rapport à la devise allemande, passant de 2,35 DM à 2,09 DM alors que la balance commerciale américaine accuse un déficit de 31 milliards de dollars pour 1977.
Le gouvernement américain ne soutient pas sa monnaie et début 1978, l'instabilité monétaire est généralisée et la situation est telle que même les échanges communautaires sont menacés. Les monnaies européennes les unes après les autres doivent quitter le Serpent monétaire européen.
- Le franc français plonge à nouveau lors de la campagne législative de mars 1978.
- La lire italienne connaît de plus en plus de soubresauts avec la participation des communistes dans la coalition gouvernementale.
- La livre sterling, malgré la dévaluation de 30 % en 1976, est toujours très faible.

La nécessité d'un nouveau système s'impose, autour d'un système monétaire capable d'empêcher l'envol du Deutsche Mark en le lestant avec les monnaies moins performantes de ses principaux partenaires commerciaux. Le 27 octobre 1977, le Britannique Roy Jenkins, alors président de la Commission européenne, propose dans son discours de Florence, de frapper un grand coup en créant une monnaie unique pour les neuf pays et un budget de l'Union européenne qu'il propose de fixer à 10 % de chaque PIB, car il estime qu'aucun progrès ne peut se réaliser par une politique de petits pas.

### La nouvelle formule, mise au point le 13 mars 1979
La nouvelle formule, mise au point après de dures négociations, entre en vigueur le 13 mars 1979, formant le Système monétaire européen.
Profitant de l'expérience acquise dans la gestion du Serpent, les deux plus importantes modifications techniques sont les suivantes :
- les devises du nouveau système prendront comme référence un panier moyen dénommé l'ECU et constitué au prorata économique des devises adhérentes au nouveau système ;
- la fluctuation des devises les unes par rapport aux autres s'étant révélée irréaliste, la nouvelle fluctuation de 1,125 % se fait par rapport au panier : chaque devise se donne pour ambition de flotter par rapport à la moyenne des autres.

En 1977, une loi fédérale a reprécisé le double mandat de la banque centrale américaine et Jimmy Carter nomme  en 1979 Paul Volcker à sa présidence, qui sous Richard Nixon en 1971, lorsqu'il était au Trésor, avait concocté l'abandon américain de l'étalon or et qui en 1980 décidera de terrasser l’inflation. Jimmy Carter le désigne le 25 juillet 1979,, le Sénat américain donne son feu vert le 2 août 1979 et il prend ses fonctions quatre jours après 1979.
Ce choix vise à contrebalancer celui de Frederick H. Schultz peu avant, qui a causé une panique sur les marchés, et s'effectue « contre l'avis de plusieurs conseillers » qui avertissent Carter que la « potion amère » préconisée par Volcker va hypothéquer sa réélection.

## Compléments